# 제7회 아시아 국제 청소년영화제
제7회 아시아 국제 청소년영화제는 2011년 8월 31일에 열린 시상식이다.

## 수상 및 후보

### AIYFF 금용상
- 감사합니다 - 문하얀 수상

### 본선진출작-한국
- 운전수업 - 최재영
- 감사합니다 - 문하얀
- 8만원 - 김병만
- 원 플러스 원 - 박태상
- 나의 순정씨 - 안평윤
- 두사람 - 이아롱
- 코미 - 이은천
- 고스트 - 이정진
- 데몬스 딜레마 - 박한진
- 소꿉장난 - 김예지
- 나는 그렇게 생각하지 않아 - 최명성
- 발자국 - 구지영 외 2명

### 본선진출작-중국
- 노인과 돼지 - 순 이란
- 손금 - 왕 씽첸
- 산 이야기 개요 - 후앙 톈러
- 천원 - 웨이 수
- 우현 - 리 슈
- 상안 - 두 유젠

### 본선진출작-일본
- 여름의 등불 - 코모리 마키
- 도저히 멈출 수 없다 - 호리 사치코
- 도스코이 - 야마무라 유스케
- 베이크 푸딩 - 무사세 아키히로
- 내일로 이어진 길 - 이시카와 카나
- 자전거와 기차 - 야마구치 마사유키